# Андерс Ридберг
Андерс Ридберг (3. март 1903 — 26. октобар 1989) био је шведски фудбалски голман који је играо за Гетеборг. Био је члан репрезентације Шведске на Светском првенству у Италији 1934.